# 片倉喜多
片倉 喜多（かたくら きた、天文7年（1538年） - 慶長15年7月5日（1610年8月23日））は、戦国時代から江戸時代初期にかけての女性。伊達政宗の乳母。父は鬼庭良直。異父弟に片倉景綱。異母弟に鬼庭綱元。別名は、「喜多子」「少納言」。

## 生涯
天文7年（1538年）、伊達氏家臣・鬼庭良直の娘として生まれる。母は本沢真直の娘・直子。
母が生んだのは喜多のみで男児には恵まれず、天文18年（1549年）に良直の側室（牧野刑部の娘）が男児（後の鬼庭綱元）を出産すると、良直はこの男児を鬼庭家の嫡男とするため側室を正室にし、直子は離縁された。その後、直子は喜多を連れて片倉景重に再嫁し、弘治3年（1557年）には異父弟である片倉景綱を生んだ。喜多は文武両道に通じ、兵書を好み講じたという。また、弟の景綱も喜多の教化を強く受け育ったという。
その後、伊達輝宗の命により、永禄10年（1567年）8月3日 に誕生した伊達政宗の乳母を拝命する。ただし喜多は独身であったことから実際は養育係であったとみられ、記録には保姆と書かれる。喜多は政宗の養育にあたり、人格形成に強い影響を与えたとされる。また、天正3年（1575年）には弟の景綱も政宗の近侍となった。政宗成長後は、天正7年（1579年）に嫁いできた正室の愛姫付きとなったらしく、後に豊臣秀吉の人質となった愛姫と共に文禄3年（1594年）に京へ上洛し伏見の伊達屋敷にて奉公する。豊臣秀吉にも拝謁し、秀吉は喜多の才を愛し「少納言」と賞揚したという。
ところがその後、政宗の勘気をこうむり、国許で蟄居を命ぜられる。以後は、弟・景綱が城代となっていた佐沼城外に一旦は籠居し、次いで亘理城外に移り、慶長7年（1602年）に景綱が白石城主を拝命されると、共に従って移住した。そして刈田郡蔵本邑勝坂に喜多庵を構え、余生を過ごした。
慶長15年7月5日（1610年8月23日）、死去。享年72。墓は宮城県白石市の片倉家墓所。円同院月隣妙華大姉と号す。
後に、愛姫の願いもあり伊達忠宗の命により、愛姫の従兄弟である田村宗顕の子・田村定広と田村男猿が喜多の名跡を嗣ぎ、片倉姓を名乗った。

## 逸話
- 片倉氏の旗指物となった「黒釣鐘」は、喜多の考案といわれる。ちなみにこの旗印は現在、白石市章となっている。
- 歌舞伎『伽羅先代萩』の乳母・政岡のモデルの一人は喜多といわれる。
- 大河ドラマ『独眼竜政宗』に登場したことで全国的な知名度を得たが、ドラマ放映前から参拝客が喜多にあやかろうとして、片倉家の菩提寺にある彼女の墓石を少しずつ削り取り持ち去るようになっていた。